# Meranoplus malaysianus
Meranoplus malaysianus (лат.) — вид муравьёв рода Meranoplus из подсемейства Myrmicinae (Formicidae). Эндемик Юго-Восточной Азии.

## Распространение и экология
Юго-Восточная Азия: Индонезия, Малайзия, Сингапур, Филиппины.

## Описание
Длина рабочих менее 3 мм (2,3—3,87 мм), длина головы (HL) 0,6—0,7 мм. Основная окраска тела тёмно-коричневая. Сложные глаза с 7—9 омматидиями в длинном ярду. От близких видов отличается следующими признаками: в профиль гребень петиоля только узко усеченный; первый брюшной тергит либо полностью гладкий, либо иногда с шагренью; опушение на спинной поверхности состоит из одинаковых по размеру коротких волосков; промезонотальный щит прямоугольный, без какого-либо вооружения. Мандибулы с четырьмя зубцами. Усики 9-члениковые с булавой из 3 вершинных члеников. Проподеум с двумя короткими шипиками. Стебелёк между грудью и брюшком состоит из двух члеников: петиолюса и постпетиолюса (последний чётко отделён от брюшка). Постпетиоль в профиль узловатый и с выпуклым дорсальным контуром; в дорсальном виде постпетиоль не имеет чёткого гребня. Вид был впервые описан в 1998 году австрийским мирмекологом Штефаном Шёдлем (Stefan Schödl; 1957—2005), а его валидный статус подтверждён в 2024 году.